# 科芬-勞里症候群
科芬－劳里症候群（Coffin–Lowry syndrome）是一種遺傳病，其會導致肌肉張力低下和關節過於鬆弛、亦有可能觀測到纖細的手指和顏面外觀異常，其通常見於重度或極重度智能障礙的男性。此症是由於位在X染色體短臂p22.2位置的RSK2基因發生突變所致。
其發生率為1/40000至50000，但只屬臨床經驗，數字可能被低估。
遺傳方面，其遺傳方式為X染色體性聯顯性遺傳模式，但約有7至8成患者沒有家族病史。